# Белораменка
Белораменка — упразднённый в 2008 году посёлок в Ардатовском районе Нижегородской области России. Перед упразднением  входил в Каркалейский сельсовет.

## Топоним
Сначала назывался Жбановка — по имени одного из жителей, но потом на сходе жители дали название Белораменка, поскольку он расположен в лесу среди белых берез.

## География
Расположен в 17 км к западу от посёлка Ардатов.
На западе и северо-западе находятся большие массивы лиственных лесов. На юге и востоке небольшие перелески чередуются с полями. Улица ориентирована в направлении с запада на восток.

## История
Поселок возник в 1921 году. Основали его выходцы из Журелейки, Березовки и частично — из Кужендеева. Первыми жителями были: Сенин, Куприянов, Голиков, Жбанов, Кучин. Всего было 17 дворов.
Местные крестьяне выращивали рожь, пшеницу, ячмень, просо, вику, держали скот.
Во время коллективизации в поселке был организован колхоз имени А. А. Андреева. В 1934 г. его объединили с колхозом «Социализм», в который помимо жителей Белораменки входили крестьяне населённых пунктов Калениха, Михеевка, Ломовка. Центральная усадьба находилась в Михеевке. Председателем колхоза стал Кучин, затем В. М. Футин. В то время п. Белораменка относился к Александровскому сельскому Совету, председателем которого являлся Гусев. В Белораменке стоял кирпичный сарай, в нём занимались обжигом кирпича. Жители выращивали лен, имели трепальные станки.
В войну погибло 13 жителей поселка. После войны в состав колхоза вошли деревни Быковка, Петряево. Колхоз возглавлял А. Ф. Стулов, затем И. М. Воронин. В 1949 г. колхоз «Социализм» объединился с колхозом им. В. М. Молотова (в д. Каркалей), но в 1952 г. вышел из него и получил новое название — «Путь к коммунизму». В 1955 г. к нему присоединились колхозы «Раздолье» и «Борец революции». В 1958 г. был воссоздан белораменский колхоз.
Численность населения начиная с 1960 г. стала падать. В 1966 г. вместе с селом Дубовка, посёлками Быковка, Калениха, Ломовка, Михеевка, деревней Петряеево и кордоном Санаков входил в Дубовский сельсовет. В 1969 г. жители Белораменки вошли в совхоз «Каркалейский», а в 1982 г. Белораменское отделение совхоза стало подсобным хозяйством Дзержинского завода им. Я. М. Свердлова. С 1973 г. Белораменка относится к Каркалейскому сельскому Совету. С 1975 по 1982 гг. в поселке была начальная школа, с 1980 по 1982 гг. имелось почтовое отделение связи. До 1988 г. действовал клуб. Жители были заняты в подсобном хозяйстве завода им. Я. М. Свердлова: выращивали крупный рогатый скот. В 1992 г. в Белораменке было только 19 хозяйств, в которых проживало 37 человек, из них 23 — старше 60 лет. В хозяйствах имелись приусадебные участки до 40 соток, занятые усадами (посадками картофеля) и огородами, где выращивали овощи для семьи, жители держали домашний скот — всего 48 голов, в том числе 8 коров.
Законом от 5 мая 2008 года посёлок был упразднён ввиду отсутствия постоянно проживающего населения.

## Население
| 1960 | 1990 | 1992 | 1999 | 2008 |
| ---- | ---- | ---- | ---- | ---- |
| 104  | ↘41  | ↘37  | ↘11  | ↘0   |